# Brasil en los Juegos Olímpicos de Albertville 1992
Brasil estuvo representado en los Juegos Olímpicos de Albertville 1992 por siete deportistas, seis hombres y una mujer, que compitieron en esquí alpino.
El portador de la bandera en la ceremonia de apertura fue el esquiador alpino Hans Egger. El equipo olímpico brasileño no obtuvo ninguna medalla en estos Juegos.